# NGC 5979
NGC 5979 è una nebulosa planetaria situata nella costellazione del Triangolo Australe, al confine con la costellazione del Regolo; è stata scoperta nel 1835 dall'astronomo inglese John Herschel.
Mostra una struttura ellittica quando osservata dalla Terra, dalla quale dista circa 11.700 anni luce; sono state misurate le abbondanze di alcuni elementi chimici da cui è emerso che elementi come ossigeno e azoto sono più abbondanti rispetto al Sole, mentre l'elio è presente in quantità comparabili rispetto alla nostra stella.
Al centro è presente una calda nana bianca di magnitudine +15,30 che possiede una temperatura superficiale di circa 60.000 kelvin.